# Cyberdog
Cyberdog fue una suite de Internet desarrollada por Apple Inc. usando para tecnología OpenDoc; era publicado para el sistema operativo Mac OS.

## Historia
La primera versión (1.0) de Cyberdog fue publicada en 1996 como una muestra de las capacidades de la tecnología OpenDoc.
El proyecto Cyberdog fue cancelado en 1997 por un acuerdo entre Apple Inc. y Microsoft Corporation por violación de patentes. Otra causa mencionada es la poca atención que recibió OpenDoc por parte de los desarrolladores de software que provocaría que, junto a Cyberdog, fuera cancelado.

## Características
Cyberdog 2.0 funciona en el sistema operativo Mac OS a partir de la versión 7.5.3 sobre microprocesadores PowerPC y Motorola de la familia 68000 incluyendo Mac OS X.
Cyberdog incluye un navegador web, un cliente de correo electrónico, un lector de noticias, cliente de telnet, cliente de FTP y cliente de gopher y un editor de páginas web WYSIWYG llamado DocBuilder.
El navegador web puede mostrar componentes OpenDoc incluidos en páginas web. A partir de la versión 1.1, puede utilizar plugins desarrollados para Netscape Navigator utilizando la utilidad Internet Plug-In Viewer desarrollada por Apple Inc. También tiene soporta para applets desarrollados en Java gracias al Mac OS Runtime for Java. Aun así, carece de soporte para JavaScript y hojas de estilo en cascada. El soporte para HTML contempla oficialmente solo lo definido hasta la versión 2.0 de la especificación del mismo.

## Versiones publicadas
| Versiones publicadas | Versiones publicadas    | Versiones publicadas |
| Fecha                | Versión                 | Arquitectura         |
| -------------------- | ----------------------- | -------------------- |
| 1.0                  | Mayo de 1996            | ?                    |
| 1.1                  | 2 de septiembre de 1996 | ?                    |
| 1.2                  | ?                       | ?                    |
| 1.2.1                | ?                       | PPC                  |
| 2.0 Alpha 1          | ?                       | ?                    |
| 2.0 Alpha 2          | ?                       | ?                    |
| 2.0 Beta 1           | ?                       | ?                    |
| 2.0 Beta 2           | ?                       | ?                    |
| 2.0                  | 1997                    | 68k y PPC            |